# Antisemitismo en Japón
Con solo una pequeña y relativamente oculta población judía, Japón no tenía un antisemitismo tradicional hasta que la ideología y propaganda nacionalistas influyeron en un pequeño número de  japoneses en los años que precedieron a la Segunda Guerra Mundial. El antisemitismo japonés es una erupción de la oscuridad de la historia moderna. Es una versión maligna de los patrones básicos de la cultura japonesa. Deriva del virulento oscurantismo político de los japoneses xenófobos, que a lo largo del período moderno acariciaron fantasías paranoicas para apaciguar sus sentimientos de inseguridad y anomia. Es un componente integral de la ideología que, en la década de 1930, asumió el control de Japón y precipitó la Segunda Guerra Mundial. Es la cara oculta y grotesca de la guerra chauvinismo que sobrevivió, se transformó, después de la guerra. Negar las raíces históricas del antisemitismo japonés es ignorar el legado histórico del  nacionalismo étnico japonés y negar la continuidad histórica de Japón. Antes y durante la guerra, la Alemania nazi —aliado de Japón— alentó a Japón a adoptar políticas antisemitas. En el período de posguerra, los grupos extremistas y los ideólogos han promovido las teorías de conspiración, pero el antisemitismo no se ha convertido en un fenómeno generalizado en Japón.

## Historia
En 1918, el Ejército Imperial Japonés envió tropas a Siberia para cooperar con el movimiento de los blancos. A los soldados se les habían entregado copias de Los protocolos de los sabios de Sion, y los soldados japoneses aprendieron por primera vez algo sobre el antisemitismo. Los "Protocolos" continúan siendo usados como evidencia de conspiraciones judías, aunque son ampliamente reconocidos como una falsificación.
De acuerdo con Dr. David Kranzler:

"La clave para distinguir entre el antisemitismo japonés y el antisemitismo europeo parece estar en la larga tradición de identificar al judío con el Demonio, el Anticristo o alguien más allá de la redención...Los japoneses carecían de esta imagen cristiana del judío y trajeron a su lectura de los Protocolos una perspectiva totalmente diferente. El cristiano trató de resolver el problema del judío eliminándolo; los japoneses trataron de aprovechar su supuesta inmensa riqueza y poder en beneficio de Japón."

### Antes de la Segunda Guerra Mundial
En 1925 el capitán Norihiro Yasue publicó la primera traducción de los "Protocolos" en japonés. Especialista en lengua rusa, fue asignado al personal del General Gregorii Semenov, un vehemente antisemita que distribuyó copias de los Protocolos a todas sus tropas. Junto con otras docenas de soldados japoneses, Yasue leyó y aceptó las premisas de los "Protocolos", y contribuyó por un tiempo a varias publicaciones antisemitas, incluyendo "Kokusai Himitsu Ryoku no Kenkyu" (国際秘密力の研究, Studies in the International Conspiracy), bajo el seudónimo Hō Kōshi Más tarde cambió de opinión cuando en 1940 Japón firmó el Pacto Tripartito que selló formalmente la alianza de Japón con la Alemania nazi. Su nueva postura pro-semita lo llevó a ser despedido del ejército japonés.
Durante la década de 1930, Minetaro Yamanaka (中 峯 太郎) escribió historias sobre el Yudayaka, el "peligro judío". Yamanaka, un importante periodista del Tokyo Asahi Shimbun, fue un prolífico autor de ficción infantil que serializó la novela Daitō no Tetsujin —Superman del Gran Oriente— desde agosto de 1933 hasta finales de 1934 en el periódico Shōnen Kurabu (Boys ' Club), leído principalmente por niños japoneses entre las edades de 8 y 12 años. El héroe de esta historia es el detective Hongō Yoshiaki que lucha contra el villano Sekima, jefe de la sombría Alianza de Sion, una organización secreta judía que busca socavar el Imperio japonés. Una cita típica de Superman del Gran Oriente es:

"Hay alrededor de 13.5 millones de judíos dispersos en todo el mundo. Hace cientos de años se tragaron toda la riqueza del mundo. Especialmente en los Estados Unidos, Gran Bretaña, Francia y también en otros países occidentales, hay muchos judíos ricos que hacen lo que sea que hacen. quiero con el dinero de la gente ... Esta riqueza se utiliza para aumentar el poder judío invisible en toda Europa y los Estados Unidos ... Estos judíos aterradores tienen una sociedad secreta llamada Alianza de Sion. El objetivo de la Alianza de Sion es que todas las naciones sean gobernadas por judíos ... Esta es una verdadera conspiración global.

### Durante la Segunda Guerra Mundial
En 1941 el coronel de las SS Josef Meisinger trató de influenciar a los japoneses para que exterminaran a aproximadamente 18 000 a 20 000 judíos que habían escapado de Austria y Alemania y que vivían en la zona ocupada por los japoneses Shanghái. Sus propuestas incluían la creación de un campo de concentración en Isla Chongming en el delta del Yangtze, o el hambre en los cargueros frente a las costas de China. El almirante japonés responsable de supervisar Shanghái no cedió a la presión de Meisinger; sin embargo, los japoneses construyeron un  gueto en el vecindario de Hongkew que ya había sido planeado por Tokio en 1939: una barriada con aproximadamente el doble de densidad de población de Manhattan. El gueto fue aislado estrictamente por soldados japoneses bajo el mando del oficial japonés Kano Ghoya, y los judíos sólo podían salir de él con un permiso especial. Unos 2000 de ellos murieron en el gueto de Shanghái durante el período de la guerra.
Sin embargo, Japón se negó a adoptar una política oficial contra los judíos. El 31 de diciembre de 1940, el ministro de Asuntos Exteriores japonés Yōsuke Matsuoka dijo a un grupo de empresarios judíos: «En ninguna parte he prometido que llevaríamos a cabo la política antisemita de Japón. Esta no es simplemente mi opinión personal, es la opinión de Japón». Sin embargo, hasta 1945 el  Holocausto fue sistemáticamente ocultado por los líderes en Tokio.
Brian Victoria también afirma que Haku'un Yasutani "fue uno de los pocos  maestros zen que integró el antisemitismo virulento en su postura a favor de la guerra." Cita a Yasutani en 1943 Dōgen Zenji to Shūshōgi:

Debemos ser conscientes de la existencia de las enseñanzas de los judíos que afirman cosas como la igualdad en el mundo fenomenal, distorsionando así el orden público en la sociedad de nuestra nación y destruyendo el control gubernamental. No solo esto, estos conspiradores demoníacos tienen la creencia ciega y profundamente arraigada de que .... solo ellos han sido elegido por Dios y son, por lo tanto, un pueblo excepcionalmente superior. El resultado de todo esto es un diseño traicionero para usurpar el control y dominar el mundo entero, provocando así los grandes trastornos de hoy en día.

Aunque Yasutani era bien conocido por haber sido amigo y mentor del propagandista nazi Karlfried Graf Dürckheim, Victoria siente que el antisemitismo japonés evolucionó independientemente del corazón del papel social reaccionario' autóctono' que el budismo institucional desempeñó en la sociedad japonesa después del Período Meiji.

## Después de la Segunda Guerra Mundial

#### Años 70
El 30 de mayo de 1972, tres miembros del Ejército Rojo Japonés llegaron al Aeropuerto de Lod cerca del Tel Aviv a bordo del vuelo 132 de Air France procedente de Roma. Actuando en nombre del Frente Popular para la Liberación de Palestina, entraron en la sala de espera del aeropuerto y, en lo que se conoció como la Masacre del Aeropuerto de Lod, tomaron las armas de fuego automáticas de sus maletas de mano y dispararon contra el personal y los visitantes del aeropuerto. Al final, 26 personas murieron y 80 resultaron heridas. En 2008, los hijos de una de las víctimas demandaron a Corea del Norte por conspirar el ataque, uno de los varios actos que hicieron que el país fuera catalogado como  Estado patrocinador de terrorismo en 1988.
A finales del siglo XX, se vendieron muchos libros sobre la teoría de la ascendencia común judeo-japonesa. Se difundieron numerosas teorías y explicaciones sobre el supuesto control judío del mundo. Estos libros, que se llaman "El libro de la vida" (libros escandalosos o absurdos), contenían elementos de la especulación oculta y de estilo tabloide.
En 1979, se publicó un libro llamado 日本人に謝りたい あるユダヤ人の懺悔 Nihonjin ni ayamaritai - Aru yudayajin no zange (Me gustaría disculparme con los japoneses: La confesión de un anciano judío). El autor de este libro, Mordecai Mose (モルデカイ・モーゼ), se llamó a sí mismo rabino, pero en realidad, fue un seudónimo del autodenominado traductor de este libro, Masao Kubota (久保田政男). Kubota también difundió el rumor de que "Enola Gay" significa "Matar al Emperador" en Yiddish. Este rumor es infundado, pero los antisemitas en Japón todavía le dan crédito.[cita requerida]

#### Años 80
En 1984, se publicó un libro llamado 世界を動かすユダヤ・パワーの秘密Sekai wo ugokasu yudaya pawah no himitsu (Secretos del poder judío que controla el mundo). Este libro se basa en la teoría de la conspiración judía. El autor, Eizaburo Saito (斉藤栄三郎), fue un miembro destacado del Partido Liberal Democrático.
En 1986, un libro llamado ユダヤが解ると世界が見えてくる Yudaya ga wakaruto sekai ga miete kuru (Ver a los judíos es ver el mundo claramente) se convirtió en uno de los más vendidos de Japón. Este libro también se basa en los "Protocolos" y el autor, Masami Uno (宇野正美), escribe que los Ashkenazim son en realidad descendientes de Khazarian, por lo tanto son "falsos judíos", y que los sefardís son verdaderos judíos de «pura raza». Según él, algunos de los japoneses son descendientes de los Diez tribus perdidas de Israel y que los sefardíes japoneses derrotarán a los ashkenazim.
Ese mismo año, un libro llamado これからの１０年間 ユダヤ・プロトコール超裏読み術-あなたに起こるショッキングな現実 Yudaya purotokoru cho-urayomi-jutsu (La forma experta de leer los protocolos judíos) también se convirtió en uno de los más vendidos de Japón. El autor, Kinji Yajima (矢島鈞次, 1919-1994), economista y profesor en la  Universidad Aoyama Gakuin, afirmó que aunque los Protocolos son probablemente una falsificación, 

...fue elaborado a partir de los resultados de todas las investigaciones realizadas sobre los judíos....No hay duda de que los contenidos consisten en la sabiduría de los judíos.

En 1987, una revista llamada 歴史読本Rekishi dokuhon Archivado el 5 de abril de 2018 en Wayback Machine., The History Magazine, publicó artículos titulados 世界、謎のユダヤ Sekai, nazo no yudaya (Sekai, nazo no yudaya), que insistían en que los  escándalos de Watergate y los  escándalos del soborno de Lockheed eran conspiraciones judías. También informó que el ex primer ministro Kakuei Tanaka dijo Yudaya Nelson Rockefeller ni yarareta, yudaya ni ki wo tsukero, —He sido recibido por judíos, Nelson Rockefeller, ten cuidado con los judíos— cuando fue liberado bajo fianza en 1976.

#### Años 90
Entre 1992 y 1995, Aum Shinrikyo, un controvertido grupo religioso budista, también distribuyó teorías de conspiración para atraer a lectores japoneses como parte de sus esfuerzos de reclutamiento. Su fundador, Shoko Asahara, fue influenciado por el libro de Goto Ben de 1973, ス ト 言 Nostradamusu no Daiyogen, Profecías de Nostradamus, una traducción suelta de Prophecies que se convirtió en un éxito de ventas en Japón. Se reporta [cita requerida] que Hideo Murai, uno de los líderes de Aum Shinrikyo, pronunció Yudaya ni yarareta [los judíos me atraparon ], cuando fue apuñalado hasta la muerte.[cita requerida] Más tarde, Aum abandonó estos escritos populistas y cambió su nombre a Aleph, la primera letra del alfabeto hebreo.
En febrero de 1995, una revista llamada Marco Polo (マ ル コ ポ ー), una publicación mensual de 250 000 ejemplares dirigida a varones japoneses, publicó un artículo de negación del Holocausto por el médico Masanori Nishioka (昌 紀) que decía:

"El Holocausto es una fabricación. No hubo cámaras de gas de ejecución en Auschwitz ni en ningún otro campo de concentración. Hoy, lo que se muestra como 'cámaras de gas' en los restos del campo de Auschwitz en Polonia es una fabricación de posguerra realizada por El régimen comunista polaco o la Unión Soviética, que controlaba el país. Ni una sola vez, ni en Auschwitz ni en ningún territorio controlado por los alemanes durante la Segunda Guerra Mundial, hubo "asesinatos en masa de judíos" en "cámaras de gas".

El Centro Simon Wiesenthal, con sede en Los Ángeles, instigó un boicot a los anunciantes de Bungei Shunju, incluidos Volkswagen, Mitsubishi y Cartier. En pocos días, Bungei Shunju cerró Marco Polo y su editor, Kazuyoshi Hanada, renunció, al igual que el presidente de Bungei Shunju, Kengo Tanaka.[cita requerida]
En octubre de 1999, una publicación japonesa, The Weekly Post,, publicó una historia sobre la adquisición propuesta del Banco de Crédito a Largo Plazo de Japón por Ripplewood Holdings, que el artículo describió como "judío":

La fuerte voluntad del capital financiero judío, que se enorgullece de su enorme poder y cubre los mercados financieros del mundo como una red fina, estuvo detrás de la compra de LTCBJ. No es difícil imaginar que la ofensiva del capital financiero judío intensificará la la lucha feroz por la supervivencia entre las empresas provocada por la crisis financiera asiática de 1997 .

Esto pronto generó fuertes quejas por parte de grupos judíos, particularmente fuera de Japón. The Weekly Post retiró el artículo rápidamente y publicó una disculpa en su página de inicio. La publicación explicó su error al señalar que el problema surgió de la imagen estereotipada del pueblo judío que muchos japoneses tienen.

### Situación actual
Desde el cambio de siglo, Ryu Ota, un ex-trotskista, es uno de los principales propagandistas de la teoría de la conspiración judía. Ha traducido los libros de Eustace Mullins al japonés.
El 8 de marzo de 2009, Soichiro Tahara (田原総一朗), periodista política y presentadora del programa "Sunday Project" de TV Asahi, dijo a Makiko Tanaka que su padre, el ex primer ministro Kakuei Tanaka, fue "llevado a cabo en Estados Unidos, por los judíos y Ozawa, líder del Partido Demócrata de Japón, también fue llevado a cabo en «Estados Unidos y/o los judíos» durante una transmisión en directo. El Centro Simon Wiesenthal criticó fuertemente a Tahara por acusaciones antisemitas y antiamericanas.
En 2014, 31 bibliotecas municipales de Japón informaron que tenían 265 ejemplares de Ana Frank, diario de una adolescente de Ana Frank y otros libros destrozados, con varias páginas arrancadas. El secretario jefe del gabinete, Yoshihide Suga, dijo que la policía estaba investigando el asunto. El político japonés Nariaki Nakayama dijo que el acto no pudo haber sido cometido por un japonés, diciendo que iba en contra de la sensibilidad japonesa. Un hombre de 36 años de edad fue arrestado en relación con el vandalismo el 14 de marzo, sin embargo, en junio los fiscales anunciaron que no presentarían cargos después de que la evaluación psiquiátrica revelara que el hombre era incompetente mental.
Según una encuesta telefónica de ADL a 500 personas, el 23% +/- 4.4% de la población adulta en Japón tiene actitudes antisemitas. Además, el estudio revela que el 46% de la población está de acuerdo con la afirmación "los judíos piensan que son mejores que otras personas", y que casi la mitad de los encuestados (49%) piensan que "los judíos son más leales a Israel que a Japón". Sin embargo, esta encuesta ha sido criticada por ser irrazonablemente simplista en su clasificación de "actitudes antisemitas encubridoras".